# Tetragonia crystallina
Tetragonia crystallina là một loài thực vật có hoa trong họ Phiên hạnh. Loài này được L'Hér. miêu tả khoa học đầu tiên năm 1788.